# 이지도어 스트라우스
이지도어 스트라우스(영어: Isidor Straus, 1845년 1월 6일~1912년 4월 15일)는 바이에른 왕국 태생의 미국의 사업가, 정치인이자 그의 형제 네이선과 함께 메이시스 백화점의 공동 소유자였다. 그는 또한 미국 하원의원으로 1년 이상 재직했다. 그는 타이타닉호의 침몰로 아내 아이다와 함께 사망했다.

## 타이타닉에서의 죽음
주로 프랑스 남부의 케이프 마틴에서 보낸 유럽의 겨울에서 돌아온 이지도어와 그의 아내는 1912년 4월 14일 오후 11시 40분쯤, 타이타닉이 빙산에 부딪혔을 때 타이타닉의 승객이었다. 타이타닉호가 가라앉고 있다는 것이 확실해지자, 아이다는 이지도어를 떠나기를 거부했고 '그와 함께 하지 않는 한 구명보트에 타지 않겠다'고 말했다. 친구이자 타이타닉 생존자인 아치볼드 그레이시 4세 대령에 따르면, 이지도어가 이다와 함께 구명보트에 들어갈 수 있는지 경관에게 물어보겠다고 했을 때, 이지도어는 여성과 아이들이 아직 배에 타고 있는 도중에 예외가 되는 것을 거절했고, 이다는 "나는 내 남편과 떨어지지 않을 것이고, 우리가 살아왔듯이, 우리도 함께 죽을 것이다"라고 말했다. 이다는 하녀에게 모피 코트를 주며 구명 보트에 타라고 말했다. 이지도어와 이다는 팔짱을 끼고 갑판에서 마지막으로 목격되었고, 목격자들은 그 장면을 "사랑과 헌신의 가장 놀라운 전시회"라고 묘사했다. 그 배는 새벽 2시 20분에 가라앉았다.
이지도어의 시신은 수습되어 캐나다 노바스코샤주 핼리팩스로 옮겨졌고, 그곳에서 뉴욕으로 운송되었다. 그는 브루클린의 베스엘 묘지에 있는 스트라우스 콘스 묘소에 처음 묻혔고, 이후 1928년 브롱크스의 우드론 묘지에 있는 스트라우스 묘소로 옮겨졌다. 아이다의 시신은 결국 발견되지 않았기 때문에, 가족들은 난파 현장에서 바닷물을 모아 묘소에 있는 유골함에 넣었다. 이지도어와 아이다는 아가(8:7)에서 "많은 물이 사랑을 잠재울 수 없고 홍수가 사랑을 익사시킬 수도 없다"는 인용과 함께 묘소 밖의 묘비에 기념되고 있다.